# 3F 정책 (포르투갈)
3F 정책(포르투갈어: Três F 트헤스 에프[*])은 제2공화국 시대의 포르투갈에 존재했던 우민 정책이다. 안토니우 살라자르 총리가 1932년부터 1968년까지 의원내각제를 악용하여 독재 정치를 펴는 동안 많은 포르투갈인들의 삶에 영향을 주었다. 

## 3F의 의미
- Futebol - 영어로 football. 즉, 축구를 의미한다. 3S 정책의 스포츠와 거의 비슷하다고 볼 수 있다.
- Fatima - 파티마는 포르투갈의 유명한 성지인데, 이는 포르투갈인들의 대부분이 가지고 있는 신앙인 로마 가톨릭을 의미한다고 볼 수 있다.
- Fado - 파두는 포르투갈의 유명 민속 음악이다.

## 같이 보기
- 3S 정책